# Geoparque Mundial de la Unesco de Imbabura
El Geoparque Mundial de la UNESCO de Imbabura es un territorio delimitado ubicado en la provincia de Imbabura en Ecuador, el cual posee patrimonio geológico y natural, como lagos, volcanes, páramos, valles y cascadas, en unión con el patrimonio cultural de sus pueblos indígenas, reconocido por la Organización de las Naciones Unidas para la Educación, la Ciencia y la Cultura. Por otra parte, las autoridades competentes se comprometen a la geoconservación y a desarrollar la sustentabilidad de su territorio y de sus recursos naturales y humanos, por medio de la educación, organización y turismo local de sus culturas y tradiciones. 
Forma parte de la Red Global de Geoparques (GGN), y es el primer Geoparque Mundial de Ecuador al ser creado el 30 de mayo de 2019 después de un periodo de desarrollo de la implementación del "Proyecto Geoparque Imbabura" en el cual se realizó la investigación de su territorio y de sus culturas, siendo designado de esta manera por un periodo de 4 años, desde el 17 de abril de 2019 al 16 de abril de 2023, tiempo que de haber culminado se examinará la calidad del geoparque y se realizará un proceso de revalidación.

## Comité de gestión
El Consejo Provincial de Imbabura, el 10 de julio de 2015, resolvió apoyar la implementación del Proyecto Geoparque Imbabura; de esta manera se permite a este territorio provincial identificar oportunidades para mejorar la calidad de vida de sus habitantes. Aquí están representados los 6 cantones y 36 parroquias rurales. Este proceso contribuirá al posicionamiento de Imbabura y Ecuador a nivel internacional.

## Parte Legal
Mediante la RESOLUCION GPI-004-2015 (2015-Jul-10). el Consejo Provincial de Imbabura resuelve implementar el proyecto Geoparque en virtud de infentificar oportunidades, potenciándolas y fortaleciendolas, resultando por lo tanto, en mejorar la calidad de vida de sus habitantes a través de la explotación cultural, turística, educativa y natural del territorio. Además, se promueve el trabajo cinjunto y coordinado de las autoridades locales, tanto de los Gobiernos Autónomos descentralizados como de empresas privadas y el Gobierno Provincial De esta manera, se deberán ejecutar planes de desarrollo económico, ambiental, turístico, cultural, comunicación, y relaciones públicas nacionales e internacionales, delegado por la Comisión Provincial de Turismo de Imbabura

## Filosofía y Proyección
El proyecto Geoparque Imbabura tiene la finalidad de consolidar y determinar las diferentes identidades culturales, mediante el reconocimiento del patrimonio local, legado por las formas de vida de las comunidades ancestrales, identificando además las costumbres, tradiciones y cosmovisiones, para potenciarlas mediante planes de desarrollo óptimos y sustentables.
De esta manera, el proyecto desea contribuir a la sociedad nacional, mediante la socialización de técnicas y estrategias para el aprovechamiento y sostenimiento de su patrimonio natural, cultural y étnico.Así pues, se establece al Geoparque Imbabura como modelo por su proyección y su participación activa dentro de la red de Geoparques de Latinoamérica y el Caribe.

## Geositios y sitios de interés natural
- Un geositio es un lugar natural parte del patrimonio gelógico del territorio por sus características e interés científico, educativo y cultural.[4]
- Un sitio de interés es un lugar que no necesariamente se destaca por su geología sino que pudieran ser de interés por su biodiversidad.[4]

Este territorio cuenta con 55 Geositios en 5 cantones, y 6 sitios de interés en un cantón y se distribuyen de la siguiente manera:

## Entidades de apoyo técnico/científico
Entidades gubernamentales, privada e instituciones educativas de nivel superior se han sumado al refuerzo conjunto de investigación y desarrollo de actividades científicas:
- Instituto Geofísico de Ecuador
- Escuela Politécnica Nacional
- Ministerio de Cultura y Patrimonio
- Instituto de Investigación Geológico y Energético
- Universidad Técnica del Norte
- Pontificia Universidad Católica del Ecuador - Sede Ibarra
- Universidad Yachay Tech
- Universidad de Otavalo
- Universidad Central del Ecuador
- Ministerio del Ambiente
- Esri - Ecuador
- Ministerio de Turismo
- Complejo Cultural Fábrica Imbabura

### Geositios del Cantón Ibarra
El cantón Ibarra cuenta con 15 geositios:

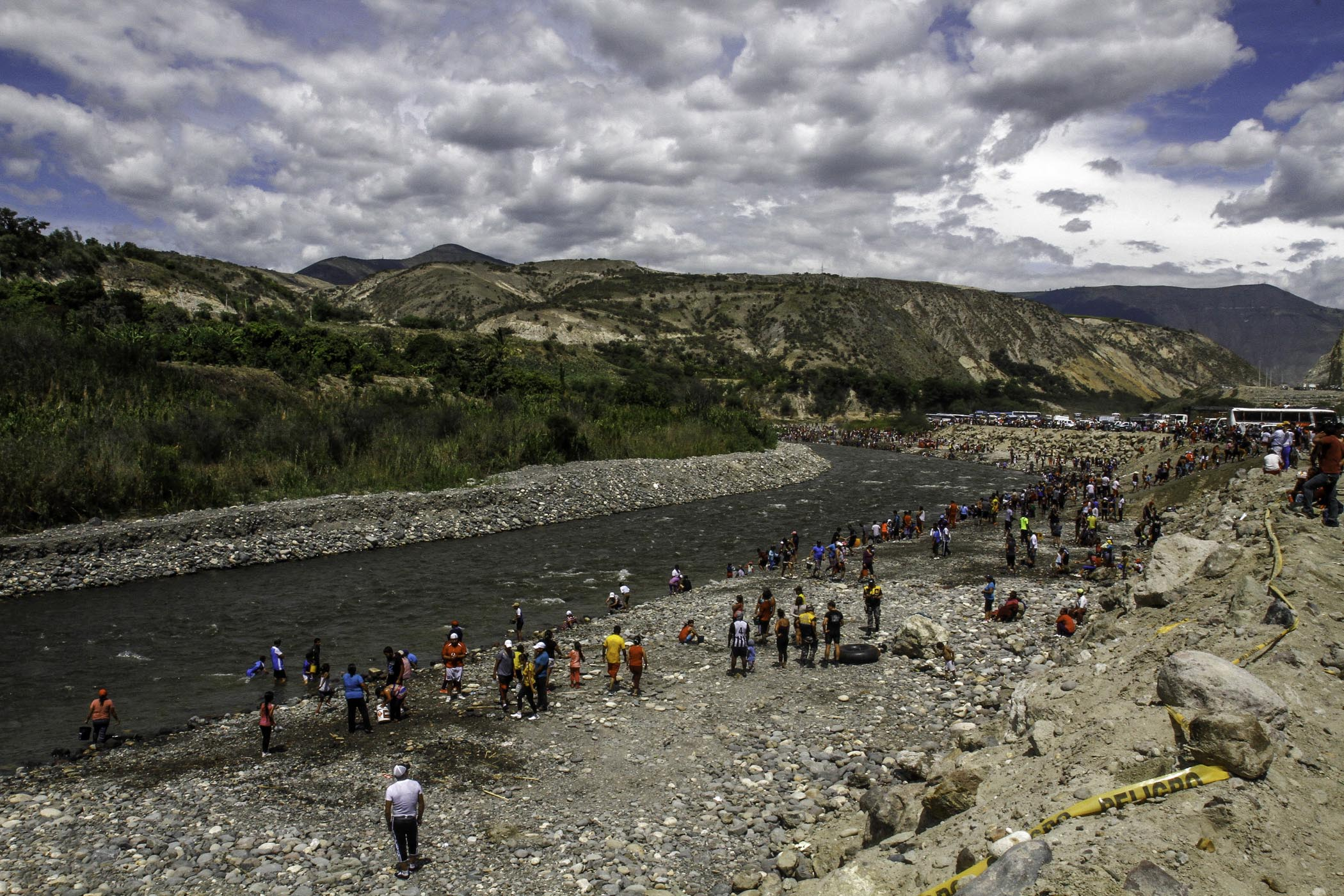
Rio Chota en el Carnaval de Coangue

| N.º  | Geositios             | Tipo                        | Estado                                               |
| IB01 | Taita Imbabura        | Volcán                      | 0.260680, -78.179662; 4.624 m, potencialmente activo |
| IB02 | Cubiliche             | Volcán                      | Volcán extinto                                       |
| IB03 | Cunrro                | Volcán                      | Volcán extinto                                       |
| IB04 | Artezón               | Domo                        |                                                      |
| IB05 | Angaraloma            | Domo                        |                                                      |
| IB06 | Cordillera Angochagua | Montañas                    |                                                      |
| IB07 | La Esperanza          | Páramo                      |                                                      |
| IB08 | Yaguarcocha           | Laguna                      |                                                      |
| IB09 | Cubiliche             | Laguna en caldera de volcán |                                                      |
| IB10 | Guayabillas           | Bosque Protector            |                                                      |
| IB11 | La Rinconada          | Valle                       |                                                      |
| IB12 | Chota                 | Valle                       |                                                      |
| IB13 | Salinas               | Valle                       |                                                      |
| IB14 | Añaspamba             | Páramo                      |                                                      |
| IB15 | Zuleta                | Páramo                      |                                                      |

### Geositios del Cantón Otavalo

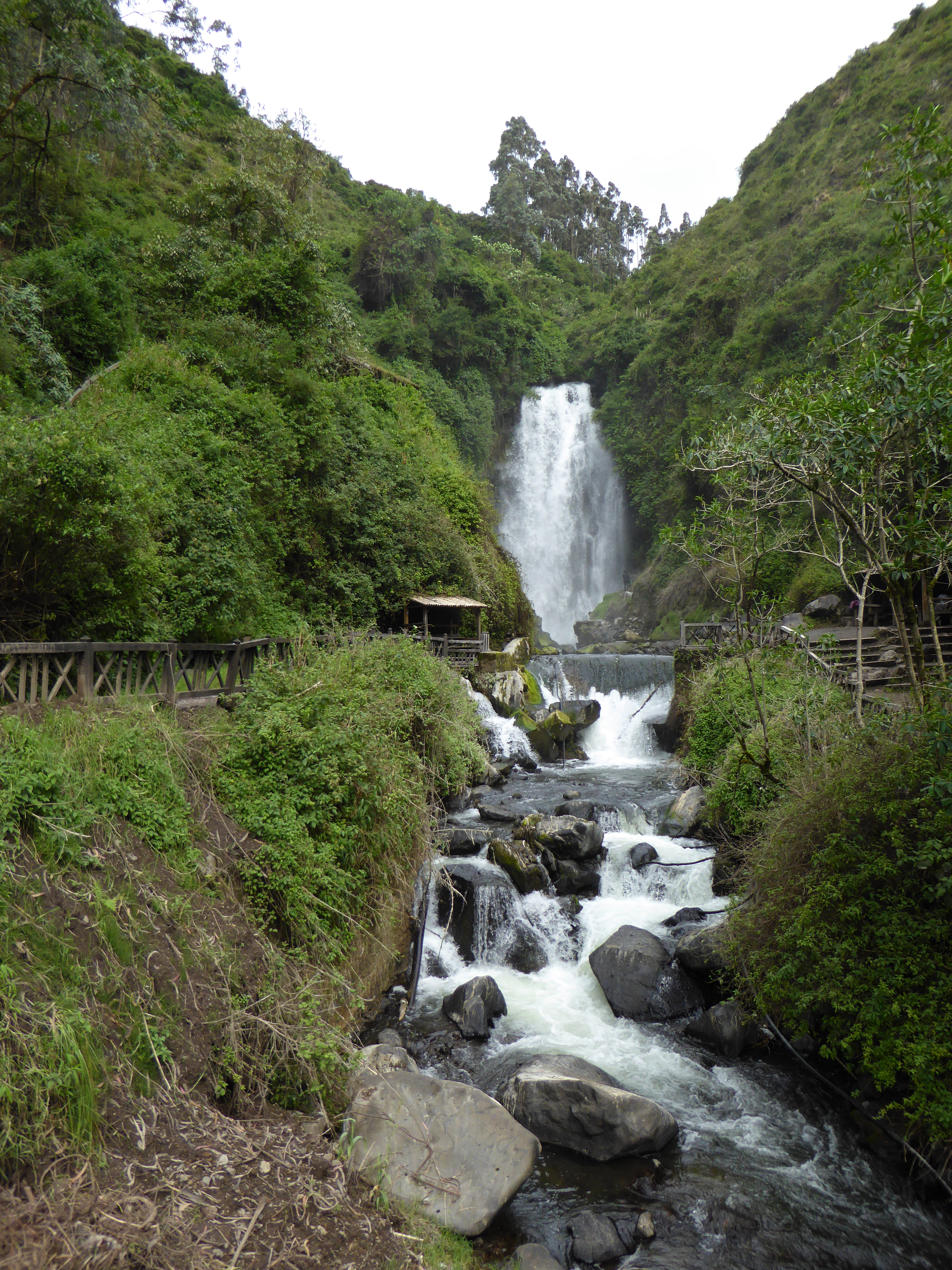
Cascada de Peguche

El cantón Otavalo cuenta con 10 geositios
| N.º  | Geositios                                              | Tipo                        | Estado                                               |
| OT01 | Huarmi Imbabura                                        | Volcán                      | 0.234037, -78.192388; 3.840 m, potencialmente activo |
| OT02 | Mojanda                                                | Complejo volcánico          |                                                      |
| OT03 | Fuya Fuya                                              | Volcán                      | Volcán extinto                                       |
| OT04 | Cuchnirumi                                             | Volcán                      | Volcán extinto                                       |
| OT05 | San Jorge                                              | Domo                        |                                                      |
| OT06 | Colangal                                               | Domo                        |                                                      |
| OT07 | San Pablo                                              | Laguna                      |                                                      |
| OT08 | Lagunas de Mojanda, Caricocha, Huarmicocha y Yanacocha | Laguna en caldera de volcán |                                                      |
| OT09 | Cascada de Peguche                                     | Bosque Protector            |                                                      |
| OT10 | Cascada Taxopamba                                      | Cascada                     |                                                      |

### Geositios del Cantón Cotacachi

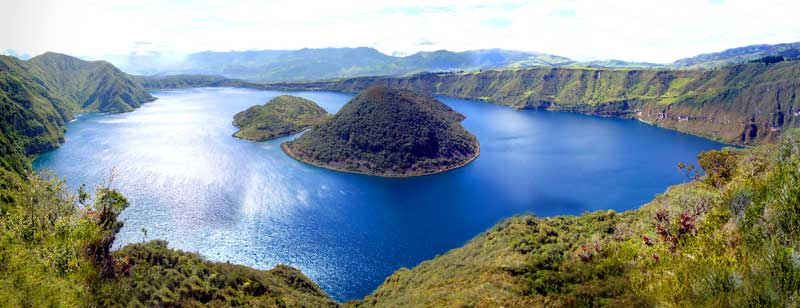
Laguna Cuicocha

El cantón Cotacachi tiene 12 geositios:
| N.º  | Geositios                         | Tipo                                | Estado           |
| CO01 | Cotacachi                         | Estrato Volcán                      | Volcán extinto   |
| CO02 | Cuicocha                          | Volcán                              | Volcán activo    |
| CO03 | Parque Nacional Cotacachi Cayapas | Área Protegida del SNAP             |                  |
| CO04 | Intag                             | Valle                               | Puntos Calientes |
| CO05 | Irubí                             | Valle                               |                  |
| CO06 | Cara del Dios de Intag            | Geomorfología                       |                  |
| CO07 | Río Intag                         | Río                                 |                  |
| CO08 | Bio-Corredor del Chocó            | Ecosistema Forestal Bosque Primario |                  |
| CO09 | Termas de Nangulví                | Aguas Termales                      |                  |
| CO10 | Piñan                             | Páramo                              |                  |
| CO11 | Tobar Donoso                      | Laguna                              |                  |
| CO12 | Complejo Lacustre de Piñan        | Páramo                              |                  |

### Geositios del Cantón Pimampiro

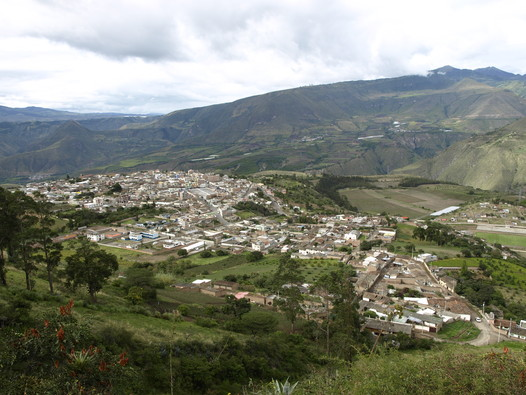
Pueblo de Pimampiro

El cantón Pimampiro cuenta con 5 geositios:
| N.º  | Geositios                    | Tipo                    |
| PI01 | Cordillera                   | Montañas                |
| PI02 | Laguna de Puruhanta          | Laguna                  |
| PI03 | Parque Nacional Cayambe Coca | Área Protegida del SNAP |
| PI04 | Laguna Negra                 | Laguna                  |
| PI05 | El Arenal                    | Cascada                 |

### Geositios del Cantón Urcuquí

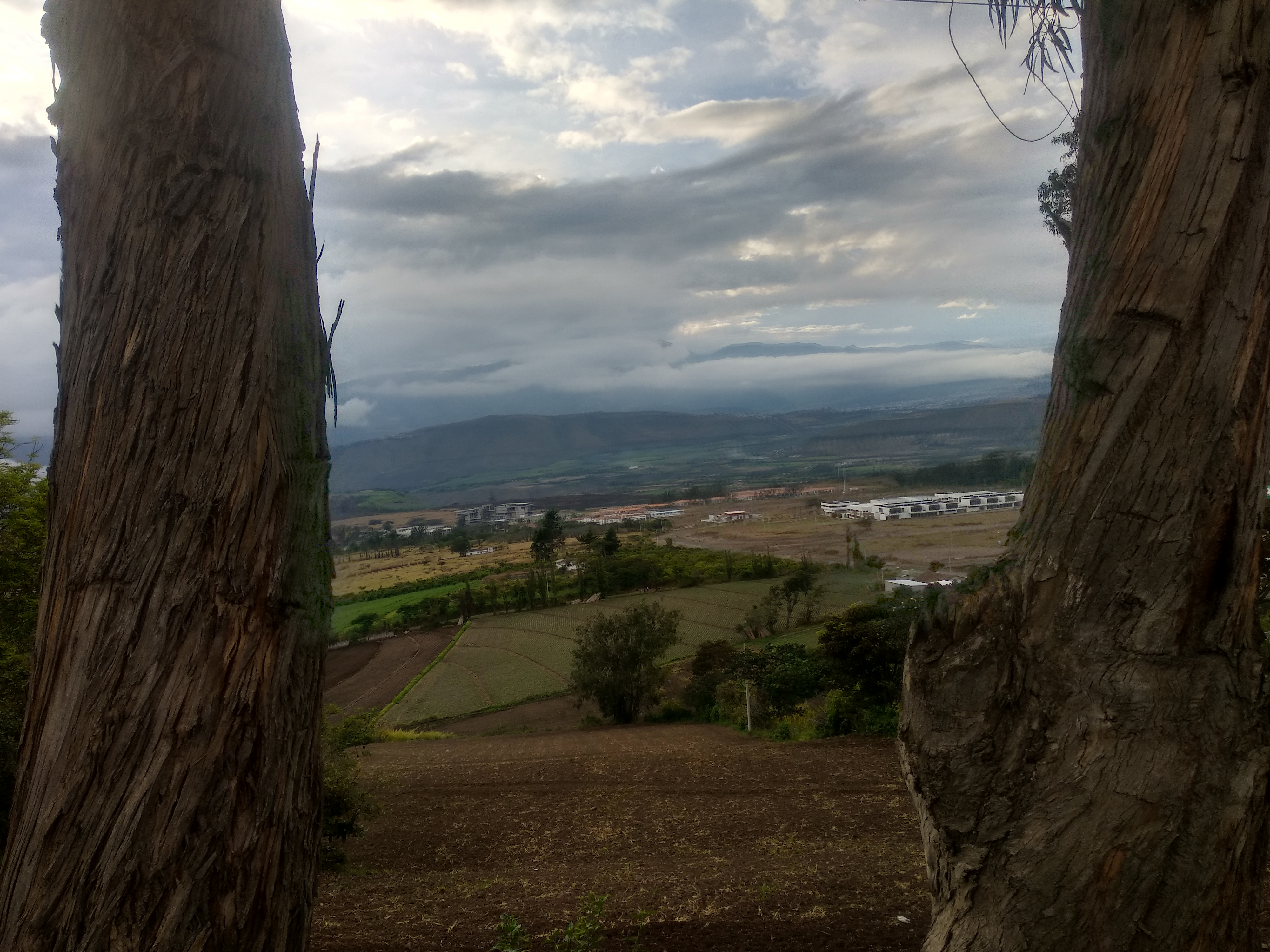
Pueblo de Urcuquí

El cantón Urcuquí tiene 13 geositios:

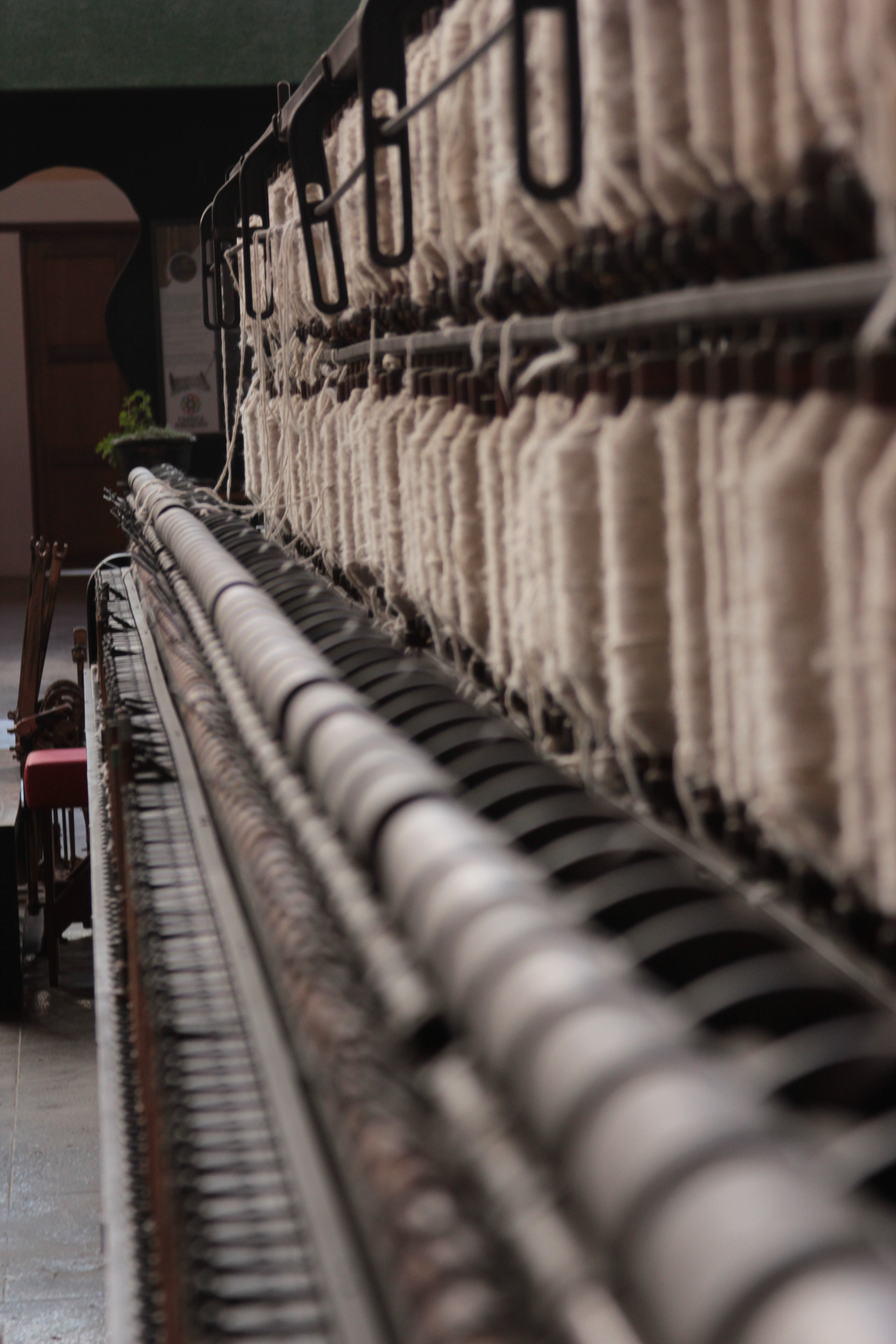
Textilería en el museo Fábrica Imbabura en Antonio Ante

| N.º  | Geositios          | Tipo               | Estado                       |
| UR01 | Yanahurco de Piñán | Volcán             |                              |
| UR02 | Chachimbiro        | Complejo volcánico | Volcán potencialmente activo |
| UR03 | La Viuda           | Domo               |                              |
| UR04 | Cochapata          | Domo               |                              |
| UR05 | Hugá               | Domo               |                              |
| UR06 | Tanguna            | Domo               |                              |
| UR07 | Tababara           | Domo               |                              |
| UR08 | Termas Chachimbiro | Aguas Termales     |                              |
| UR09 | Termas Timbuyacu   | Aguas Termales     |                              |
| UR10 | Termas Arco Iris   | Aguas Termales     |                              |
| UR11 | Conrayaro          | Cascada            |                              |
| UR12 | Cóndor Paccha      | Cascada            |                              |
| UR13 | Nido del Cóndor    | Cascada            |                              |

### Sitios de interés del Cantón Antonio Ante
El cantón Antonio Ante cuenta con 6 sitios de interés:
| N.º  | Sitios de interés     | Tipo       | Importancia                       | Interés             |
| AA01 | Paila Tola            | Tola       | Nacional, regional                | Cultural            |
| AA02 | Orozco Tola           | Tola       | Nacional, regional                | Cultural            |
| AA03 | Pupa Tola             | Tola       | Nacional, regional                | Cultural            |
| AA04 | Fábrica Imbabura      | Museo      | Nacional, regional                | Cultural            |
| AA05 | Planta Hidroeléctrica | Industrial | Nacional, regional                | Educativo           |
| AA06 | Bosque de Popylepis   | Bosque     | Internacional, nacional, regional | Ambiental, cultural |

## Diversidad étnica del Geoparque
Los Geoparques Mundiales de la UNESCO se centran fundamentalmente en las personas y, en explorar y celebrar los vínculos entre las comunidades y la Tierra, ya que en este lugar se ha moldeado las prácticas agrícolas, los materiales y los métodos de construcción utilizados para los hogares, incluso la mitología, folclore y tradiciones populares.
Es por esto que se ha retomado la importancia de los pueblos y comunidades locales de cada sector del geoparque para que, de manera organizada estos grupos además de los actores locales más relevantes como autoridades y demás funcionarios provinciales, cantonales y parroquiales puedan desarrollar alianzas con el objetivo común de promover la cultura, patrimonio, bienes tangibles e intangibles, patrimonios y recursos con los que la provincia cuenta; por lo tanto, se puede organizar la diversa demografía cultural de esta manera: Aí Cofán, Andwa, Awá, Achuar, Chachi, Kichwa: (Otavalos, Natabuelas, Karankis, Kayambis), Sekopai, Shuar, Shiwiar, Sapara, Woaorani y pueblos afroecuatorianos, montubios y mestizos presentes en el territorio.

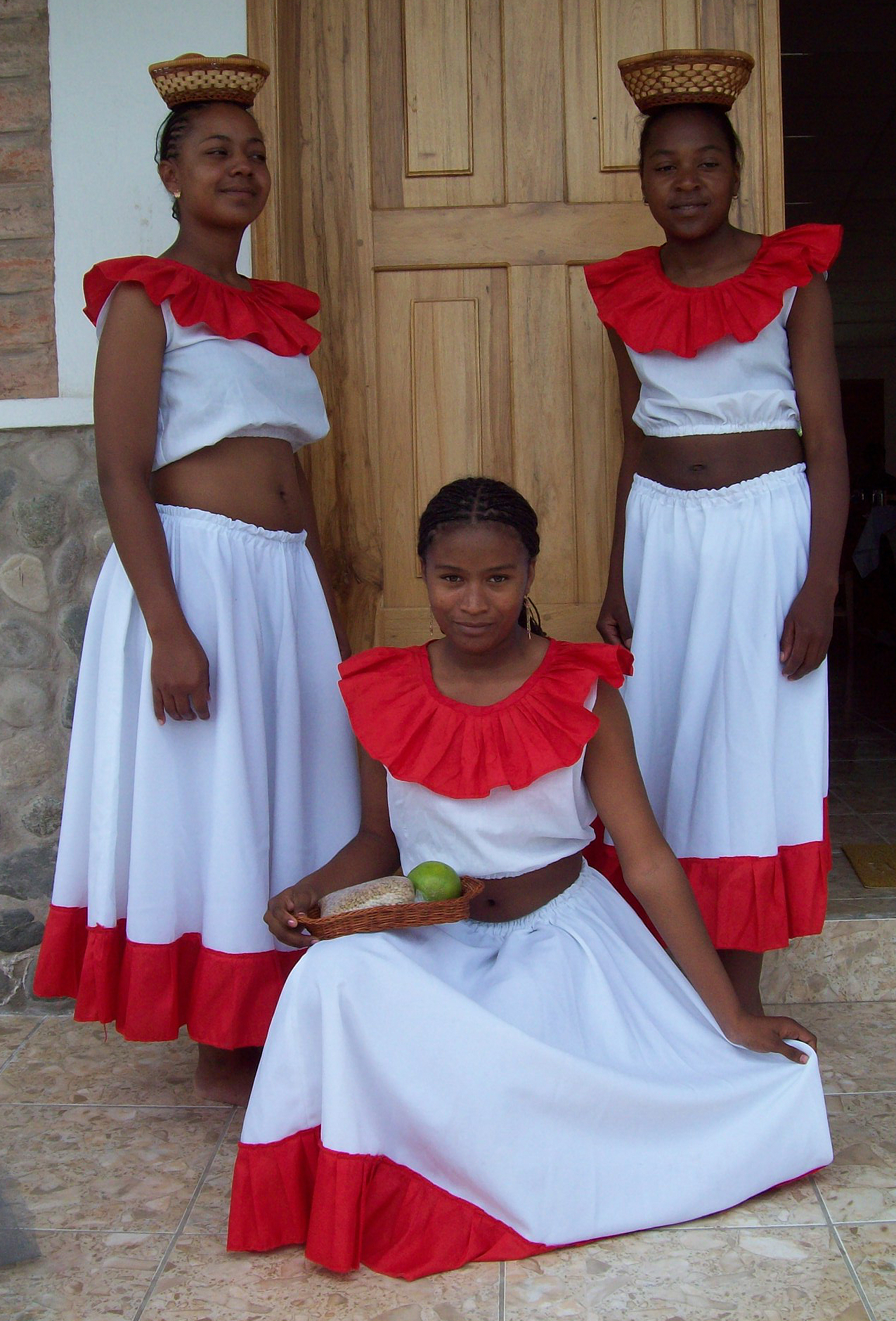
Afroecuatorianos de Imbabura

### Datos de la diversidad etnográfica
Según el Censo de Población y Vivienda del año 2010, los imbabureños presentan los siguientes datos de acuerdo a su auto definición étnica:
| Grupo étnico     | Porcentaje de población |
| ---------------- | ----------------------- |
| Mestizos         | 65,7%                   |
| Indígenas        | 25,8%                   |
| Afroecuatorianos | 5,4%                    |
| Blancos          | 2,7%                    |
| Montubios        | 0,3%                    |
| Otro             | 0,1%                    |

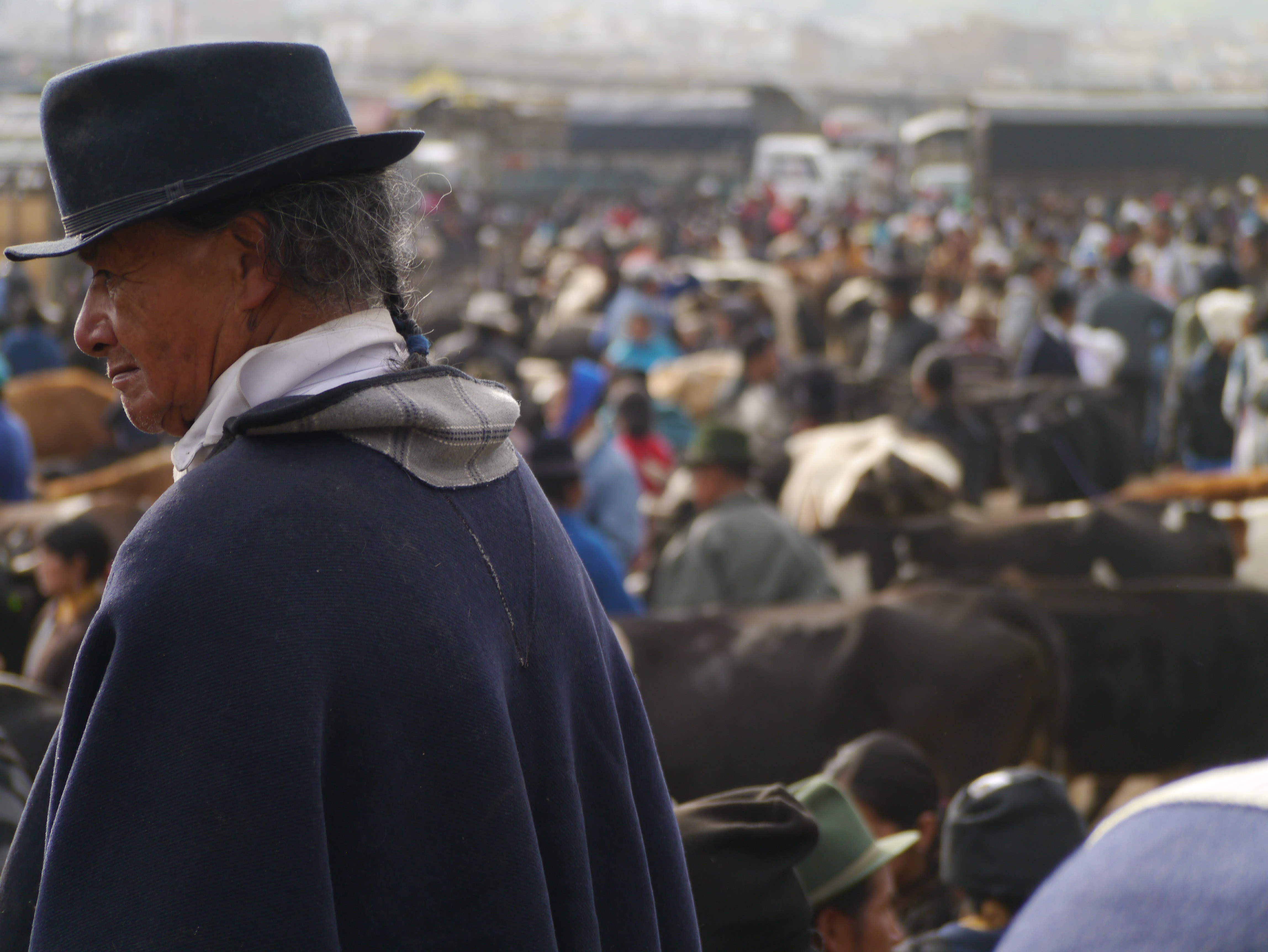
Indígena Kichwa Otavalo

En el geoparque, los 102.640 indígenas censados se dividen en pueblos o nacionalidades de esta manera:
| Pueblo o nacionalidad | Cantidad de habitantes |
| --------------------- | ---------------------- |
| Otavalos              | 46.151                 |
| Kichwa de la sierra   | 23.987                 |
| Caranqui              | 10.274                 |
| Cayambe               | 6.410                  |

### Pueblos y nacionalidades indígenas

#### Otavalos

##### Localización demográfica
El pueblo Otavalo pertenece a la nacionalidad kichwa del Ecuador, su dialecto es el quichua norteño, es el pueblo indígena más representativo de la provincia y por ende del geoparque, sus habitantes se asientan principalmente en el cantón Otavalo, en específico, en las comunidades de la parroquia rurales de Peguche, Quinchuquí y Agato pertenecientes a la parroquia rural de Miguel Egas Cabezas; se encuentran también en las cuencas del Lago San Pablo, en las parroquias de Quichinche e Ilumán; es así que todas estas comunidades forman más de cien centros comunitarios o anteriormente llamados hatun ayllus, en el pasado, estas parcialidades eran dirigidas por curacas, actualmente son dirigidos por presidentes de cabildos o de los gobiernos comunitarios.
Sus asentamientos se encuentran también fuera del cantón Otavalo, tal es el ejemplo del cantón Antonio Ante, en la parroquia de San Roque; en el cantón Cotacachi se encuentran en las faldas del volcán Cotacachi y en las riveras del río Ambi y en el cantón Ibarra.

##### Cosmovisión del pueblo otavaleño
El grupo humano de Otavalo materializa el centro del cosmos en un asentamiento único ubicado en el lugar con mayor cantidad de manifestaciones hierofánicas como lo es su territorio, lugar en donde los otavalos se relacionan con la Pachamama y el dios Sol obteniendo el respeto y la convivencia entre los lagos y los volcanes por los que se encuentran rodeados; este etnocentrismo asegura la coherencia del pensamiento religioso y político además de la cohesión de la etnia en torno a la identidad común.

##### Otavalos en la actualidad
La población de esta nacionalidad sobrepasa los 45.000 habitantes. Se caracterizan por su alta influencia cultural dentro y fuera del país además de que han logrado asentarse en varios países de Europa y América, dando como resultado el dominio de diferentes lenguas, muchos de ellos son políglotas al hablar Kichwa, español, inglés, entre otros.
Son de tradición mindalae, lo que se traduce como un pueblo de tradición de viajeros, comerciantes y mercaderes, por lo que su reputación les ha permitido considerarse como los embajadores del Ecuador en el mundo. muchos de ellos han logrado una gran estabilidad económica debido a su carácter emprendedor además de no perder sus costumbres ni tradiciones, esto es el resultado de su convivencia armoniosa entre el hatun ayllu o comunidad de origen y sus redes sociales obtenidas en el extranjero, en donde crean y manejan su actividad comercial en territorio nacional e internacional, lo que le permiten obtener el bienestar económico para sus familias. Es así que los principales productos que movilizan son: productos artesanales, la música, el turismo y la agricultura en menor medida, sin embargo, la actividad económica con la que más prosperidad obtienen es con la textil, son grandes tejedores, articulan su economía desde los talleres más artesanales y tradicionales hasta las grandes factoríasPor otra parte, se caracterizan por ser grandes músicos y se les aportan la creación del sanjuanito considerado como el género musical del Ecuador, además han inventado diversos instrumentos musiclaes, siendo los más importantes los de cuerda, viento-madera y percusión.

###### En el extranjero
Gran parte del año se encuentran en sus asentamientos de Europa y América, sin embargo, en periodos cortos de tiempo regresan a sus comunidades localizadas en las parroquias rurales de Imbabura, es más notoria esta traslado en la época de Inti Raymi, en donde disfrutan bailando, comiendo y bebiendo alcohol; y al finalizar las épocas festivas retornan al extranjero para seguir con sus actividades productivas y económicas.
Han podido establecerse en el mercado internacional gracias a su música, sus artesanías, sus tejidos y textilería siendo un punto importante del vínculo social nacional e internacional relacionado con las costumbres y tradiciones del país y de la provincia.
Debido a su alto desenvolvimiento musical, muchos han logrado éxito, además de grabar en importantes estudios de música de Europa, Estados Unidos y Canadá.

##### Vestimenta
Tanto hombres como mujeres otavalos se han ajustado a las tendencias de la actualidad, sin embargo, aún conservan rasgos culturales que permiten identificarlos, tal es el caso en los hombres de llevar una larga y frondosa trenza, uso de sombreros de paño, camisas y pantalones de tela y zapatos casuales, variandolos con pantalones jean, chompas de marca y botines.
Vestimenta que se diferencia de la de sus ancestros los cuales llevaban camisas y pantalones de tela blancos, sombreros, ponchos o ruanas y alpargatas.
En cuanto a las mujeres, es común observar que llevan puesto un despendioso vestido que es conformado por una camisa o blusa de seda adornada por bordados de colores los cuales se basan teniendo en cuenta  su propia cosmovisión andina, lleva dos anacos de casimir, uno de color blanco y el otro oscuro, para mantener esta vestimenta cuenta con fajas de colores y motivos andinos; en cuanto a sus accesorios de adorno, tienen en sus cuellos collares dorados denominados walkas, en sus manos llevan manillas color coral, y su calzado son alpargatas, sin embargo, actualmente  muchas han optado por vestir alpargatas de tacón que comúnmente están elaboradas a base de cabuya; en cuanto a su parte superior, su cabeza es adornada por una umawatarina o pachallina, por último, su larga cabellera es envuelta por una cinta de color oscuro.

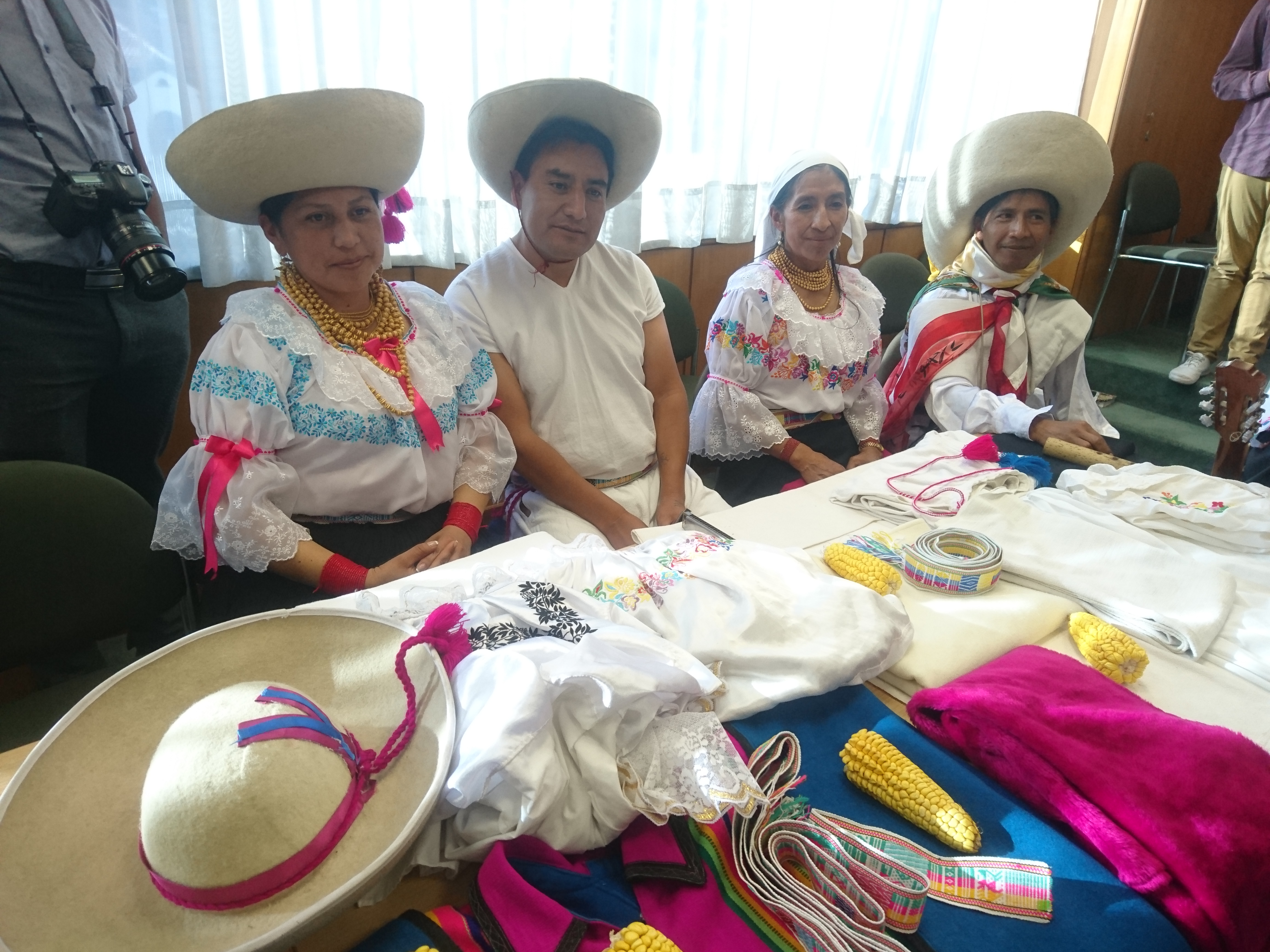
Indígenas natabuelas con sus respectivas vestimentas

#### Natabuelas
El pueblo Natabuela se encuentra en el cantón Antonio Ante, su idioma fue el kichwa, en su territorio comprenden entre 8.000 a 10.000 habitantes, los cuales resguardan una sólida organización comunitaria, conformada por cinco comunidades indígenas y 17 sectores rurales, al igual que los otavalos, ellos se desenvuelven en sus comunidades o hatun ayllus.

##### Organización sociopolítica
Están organizados por el Consejo de alcaldes, conformado por los ancianos consejeros de las colectividades indígenas, siendo su líder el Gobernador del Pueblo Natabuela quien es la autoridad más representativa en su círculo social y cultural. Ellos son elegidos por la base comunitaria en función de su estatus social y la calidad moral que ostentan dentro y fuera de sus comunidades. La labor de estas autoridades comunitarias son representativas y simbólicas; su presencia permite conservar y fortalecer la unidad comunitaria, el bienestar de cada uno de sus miembros y el fortalecimiento de sus tradiciones y costumbres; como también de establecer normativas que permitan regular las infracciones de sus actores sociales.

##### Expresiones culturales
Al mando de las autoridades de este pueblo, la comunidad se constituye como referente para el fortalecimiento de las tradiciones expresadas en la celebración de Inti Raymi, Semana Santa, Corpus Cristi, San Juan y San Pedro y la fiesta de la Virgen del Carmen.

##### Vestimenta
Los varones llevan pantalones de tamaño corto pero muy anchos de color blanco, anchas camisas ponchos color fucsia y un sombrero de copa color caqui. Por otro lado, las mujeres llevan vestidos semejantes a las otavaleñas, no obstante, se diferencian por el uso de prendas color fucsia y el sombrero de copa. Actualmente, esta vestimenta solo es utilizada por muchos de sus habitantes en las fechas festivas, en su vida cotidiana visten prendas más comunes a la sociedad mestiza.

##### Producción y Economía
Su principal fuente de ingresos proviene de la agricultura, en especial el cultivo de frutas y cítricos, además de legumbres, hortalizas y maíz. Son también grandes ganaderos, los cuales tiene experiencia en la crianza de vacas, ovejas, gallinas, cerdos, cuyes, entre otros; animales que en su mayor parte aportan a su gastronomía típica y diaria.

#### Kayambis
El pueblo kayambi tiene una gran influencia en el territorio imbabureño a pesar de que la mayoría de su población pertenece al cantón Cayambe y demás zonas norteñas de la provincia de Pichincha. Se caracterizan por ser un pueblo con gran participación en el Levantamiento Indígena, lucha sociopolítica en contra de los prejuicios y abusos en contra del sector indígena del Ecuador.

##### Economía kayambi
Los actores principales de la articulación económica de este pueblo son los productores, agricultores y ganaderas que concentran su actividad laboral en el cultivo intensivo de tubérculos, cereales, legumbres y hortalizas; o en la crianza de animales menores y mayores; de esta forma, sus productos se incorporan al mercado en los exteriores de sus comunidades, además forman parte de la tecnificación agrícola, la producción de leche, por supuesto con ayuda de distintas técnicas de cultivo y crianza.
Por lo que, gracias a su productividad han podido crear estabilidad económica en sus comunidades debido a que con ayuda de la artesanía, agricultura, ganadería y floricultura, ellos han podido llegar al mercado nacional e internacional.

##### Vestimenta
Muchas de las mujeres kayambis aun conservan su vestimenta tradicional aunque han tenido que adaptarse a la modernidad y a las comodidades de las sociedad mestiza, sin embargo, las mujeres llevan puesto un sombrero, walkas, aretes, pachallinas, blusas bordadas a mano, copiosos faldones y usutas de colores y forma diferente. Por otra parte, los varones utilizan ponchos rojos, sombreros de color oscuro y pantalones de color blanco, portan usutas de color negro como calzado.

##### Estructura sociopolítica
Semejante a otras organizaciones andinas, los indígenas de este pueblo se rigen desde las comunidades las cuales cuentan con asociaciones, cooperativas, clubes deportivos, juntas de agua, asociaciones artesanales, entre otras. Cada centro comunitario dispone de su respectivo gobierno comunitario presidido por el presidente del cabildo, donde la Asamblea Comunitaria es la máxima autoridad comunitaria, y sus miembros se renuevan anualmente. De igual forma, sus actividades sociales se encuentran organizadas comunitariamente para la celebración de cada festividad cultural de su pueblo.

#### Awás
Es un grupo humano emplazado en el sector del occidental del Macizo Andino, se encuentran en Colombia, y en Ecuador, en las provincias de Esmeraldas, Carchi, Imbabura y Sucumbíos. Su lengua es la awapit, derivación de la familia lingüística chibcha.
En Ecuador existen aproximadamente 5500 habitantes repartidos en Imbabura en la parroquia rural de Lita perteneciente al cantón Ibarra, especialmente en las comunidades de Río Verde, Río Verde Medio y Palmira del Toctoní.

##### Protección sociocultural
La entidad coordinadora a cargo es la Federación de Centros Awá del Ecuador, filial a la CONAIE. Acreditan un espacio territorial geográfico de 120.100 hectáreas de tierras legalizadas y 5.500 hectáreas de posesión ancestral, las cuales son accesibles mediante la vía Ibarra-San Lorenzo, además de que su ubicación se encuentra en la Reserva Ecológica Cayapas Mataje.

###### Viviendas awá
Sus viviendas están construidas en zonas altas, sobre bases de chonta y los tendidos de guayacán cubiertos por paja o bijao; el piso y las paredes miden entre 1,5 a 2 metros de altura, el espacio inferior es utilizado como establo para los animales y almacenamiento; suelen tener dos entradas conectadas por escaleras.

##### Alimentación awá
Los awás se alimentan de productos como el maíz, plátano y yuca, La pesca y la caza abastecen sus necesidades básicas, en cuanto a bebidas por preferencia son la chicha de maíz y el aguardiente de caña de azúcar.

### Afroecuatorianos
Imbabura alberga a uno de los territorios ancestrales del pueblo afro del país; tras un pasado de sufrimiento, abusos, violencia, esclavitud y muerte resurgen los afroimbabureños asentados principalmente en el Valle del Chota, La Concepción y Salinas.

#### Origen y evolución cultural
Conservan una de las culturas más ricas del país influenciada principalmente por sus costumbres y tradiciones, tal es el caso de la música y la danza lo cual los representa dentro y fuera del país, sin embargo, esto fue el resultado de la supresión de sus creencias, religiones, dialectos y costumbres de origen, por parte de los colonizadores europeos, que con el afán de instaurar su catequesis de la iglesia católica hicieron a los negros dejar de lado sus raíces africanas y adoptar las europeas, dando como resultado una fusión cultural entre indígenas, mestizos, africanos y europeos.

##### Bomba del Chota
Sus expresiones culturales son mostradas gracias a la Bomba del Chota, se puede llamar de esta forma tanto al baile como a la música, es uno de los géneros musicales con los que cuenta el país y se caracteriza por un ritmo alegre y bailable, donde los hombres y mujeres muestran sus cualidades rítmicas.
Los instrumentos utilizados para crear este género son: 
- La Bomba: es un instrumento de percusión conformado por un cuerpo construido a base del tallo de la planta de penco, cuero de chivo curtido y cuerdas, elementos que juntos conforman un tambor que produce un sonido profundo y grave que con el conocimiento musical de su instrumentista puede crear bases rítmicas típicas de este género; la Bomba tiene sus orígenes en África al igual que sus bases rítmicas las cuales han ido evolucionando con el paso del tiempo y por la intervención de las culturas aledañas.[14]
- La guitarra/requinto: instrumento con origen europeo, es utilizado para acompañar la base rítmica con ayuda de acordes que los grupos musicales componen para que en conjunto obtengan una armonía y tonalidad relacionada al baile, es el resultado de la mezcla entre el mestizaje y la cultura afro; por otra parte el requinto es utilizado principalmente para punteo y arreglos musicales dependiendo de cada canción.[14]
- Hojas: antiguamente era más común que los grupos musicales hagan uso de hojas de naranjo o guayaba para crear un sonido chirriante que acompañaba a la armonía de la canción, es de difícil adaptación y uso por lo que su uso ha quedado obsoleto actualmente.[14]
- Güiro: instrumento de percusión que acompaña la base rítmica que crea la bomba, generando que el ritmo se note más y por lo tanto sea más bailable.
- Bajo, congas, maracas.
- Voz: han sido muchas las voces más representativas de la Bomba, a tal punto de convertirse en un factor importante en la composición de nuevas canciones, tal es el caso de Milton Tadeo, Mario Congo, Zoila Espinoza, entre otros; estas voces se caracterizan por cantar vivencias propias de la comunidad afro, su cultura, su economía, su familia, su entorno.[14]

## Patrimonio geológico
El geoparque está ubicado en las estribaciones occidentales de la Cordillera Real y la Cordillera Occidental, en la región interandina, está formada por laderas, colinas y altas mesetas segmentadas por excavaciones de redes de drenaje y por fallas tectónicas.

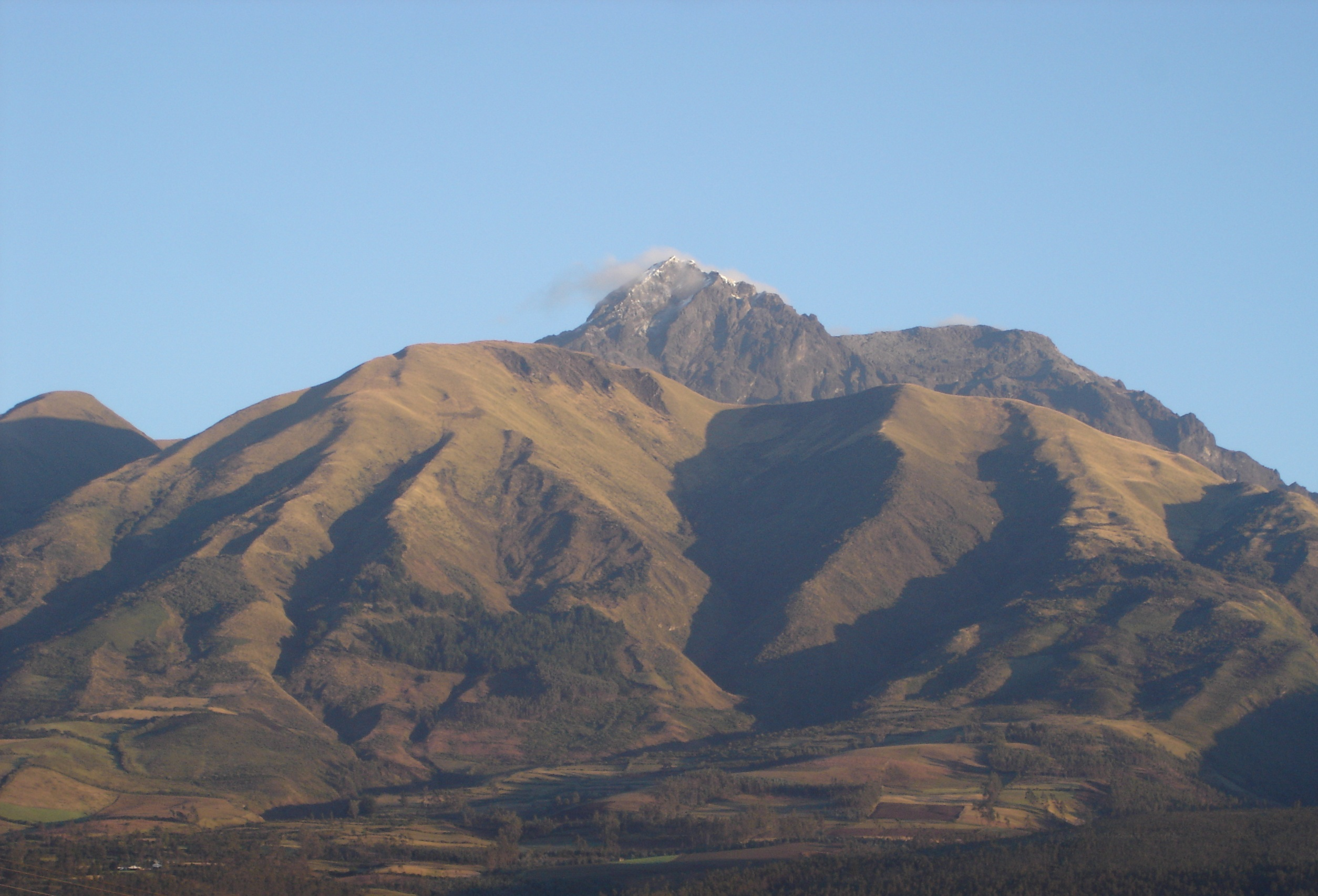
Volcán Cotacachi

Geológicamente, se caracteriza por afloramientos de rocas metamórficas, secuencias volcánicas, volcanoclásticos y sedimentos menores; así como una secuencia marina de areniscas, lutitas y esquitos de gris verdoso a negro. En la parte occidental, en el sector de Selva Alegre, existen rocas calcáreas metamórficas (mármol). Al sudoeste de la provincia, hay una secuencia marina de lagunas, areniscas de grano grueso, gris oscuro limonitas y lutitas; una secuencia de basaltos, lavas basálticas y andesitas, huecos ígneos y sedimentos dispersos agrupados.
Se puede identificar tres tipos de suelos:
- Entisoles: están compuestos por menos del 30% de fragmentos de roca, la mayoría tienen una clara superficie horizontal, delgada y generalmente pobre en materia orgánica. Este suelo está presente en zonas de parroquias rurales como Chugá, Ambuquí, Salinas, La Carolina y González Suárez.[15]

- Inceptisoles: son suelos de las regiones subhúmedos y  húmedas. Muestran horizontes alterados que han sufrido pérdida de bases, hierro y aluminio, aunque retienen importantes reservas de minerales resistentes al clima. Este tipo de suelo está presente en los condados de Pimampiro, Otavalo, Urcuquí, Cotacachi, Ibarra (La Carolina, Lita y en las faldas del volcán Imbabura).[15]

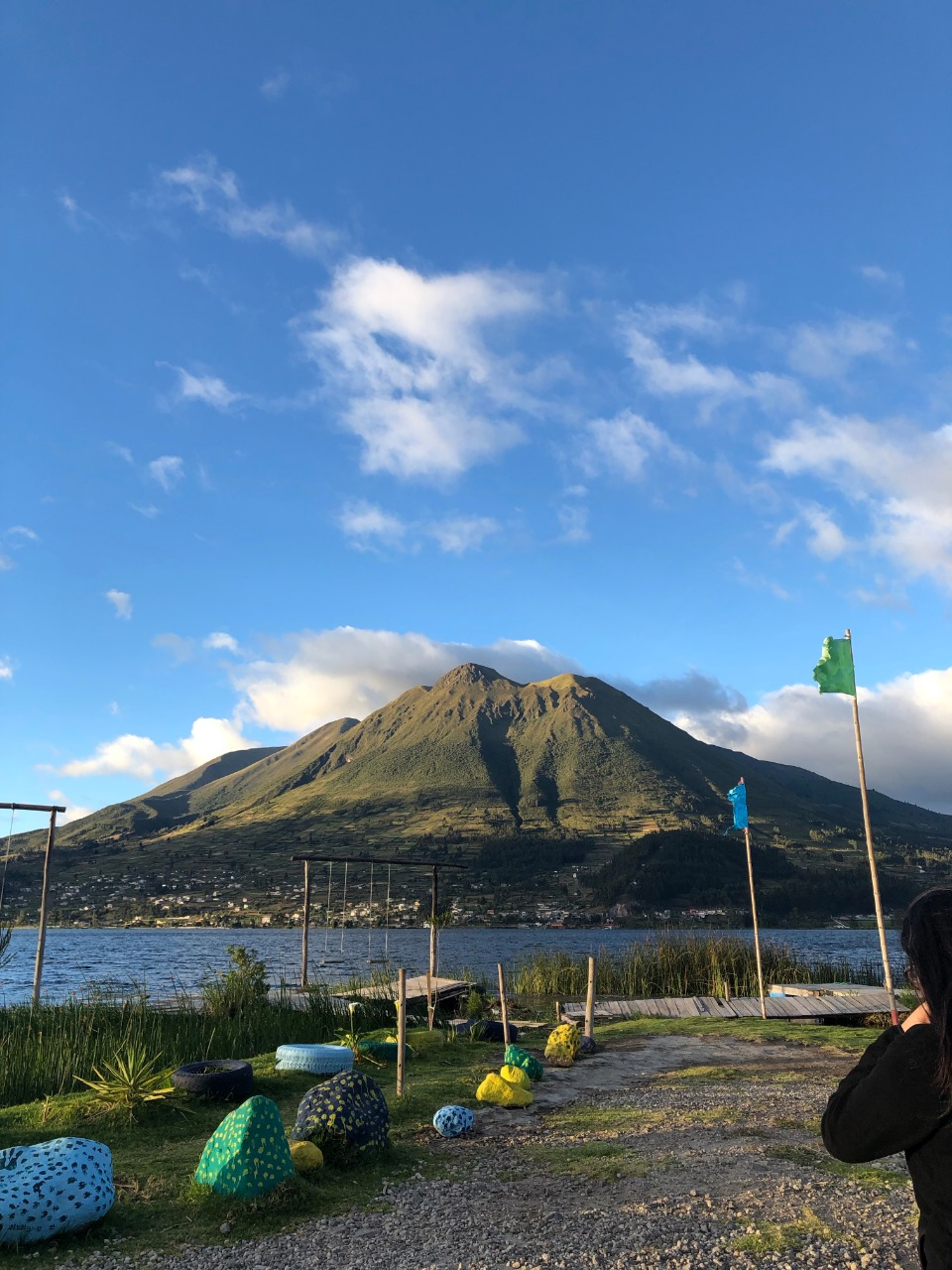
El "Tayta Imbabura" visto desde la laguna de San Pablo

- Molisoles: son suelos de color oscuro, formados a partir de sedimentos minerales. Estos se consideran suelos productivos debido a su alta fertilidad. Este tipo de suelo se encuentra en Sigsipamba, Mariano Acosta, Ambuquí, La Esperanza, Angochagua, Chaltura, Imbaya, Imantag, Cahuasquí.[15]

### Volcanes de la provincia
En la siguiente tabla se encuentran clasificadas las elevaciones volcánicas más importantes de Imbabura:
| Elevación | Altura        |
| --------- | ------------- |
| Cotacachi | 4.994 m.s.n.m |
| Imbabura  | 4.557 m.s.n.m |
| Cuicocha  | 3.246 m.s.n.m |
| Cusin     | 4.012 m.s.n.m |
| Mojanda   | 4.263 m.s.n.m |
| Yana Urco | 4.535 m.s.n.m |

## Cuerpos y corrientes de agua

### Lagos y lagunas

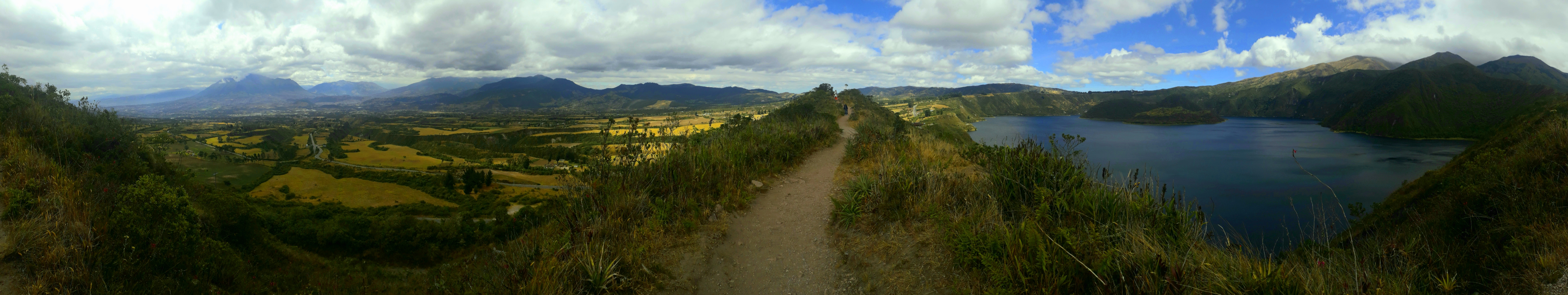
Fotografía panorámica que muestra la laguna de Cuicocha, una de las lagunas más emblemáticas de la provincia de Imbabura.

En Imbabura se han registrado 27 lagos, que ocupan un área de 1954.85 hectáreas que representan el 0.40% del territorio provincial. Los principales son:
- Laguna de Yahuarcocha
- Lago San Pablo
- Laguna Cuicocha
- Sistema de lagos Mojanda
- Laguna Puruhanta
- Sistema de lagos Piñan
- Yanacocha
- Cristococha
- Cubiliche
- Laguna Padre
- Laguna Madre
- San Marcos

Debido a su importancia ecológica, desde 2004 la Laguna Yahuarcocha y el lago San Pablo han sido parte del "Censo Neotropical de Aves Acuáticas (CNAA)". El CNAA es un programa de monitoreo internacional a largo plazo basado en el conteo de aves acuáticas que se realiza dos veces al año (febrero y julio) en todos los países de América del Sur cuyo objetivo es conocer la diversidad avifaunal de importantes regiones de húmedas. Estos datos se envían a la red de la Oficina Internacional para el Estudio de Aves Acuáticas y Humedales (Wetlands International), contribuyendo al estudio de la distribución de especies y movimientos migratorios a nivel local y del continente americano.

### Corrientes fluviales
La provincia cuenta con varios ríos, entre los más importantes están:
- Hatun Yaku
- Machangara
- El Tejar
- Pichaví
- Ambi
- Pichambichi
- Yanayaku
- Tahuando
- Chorlaví
- Chota
- Pimampiro
- Yurayaku
- Mira
- Intag

## Otros sitios del geoparque

### Ibarra
| Otros sitios de Ibarra | Otros sitios de Ibarra      | Otros sitios de Ibarra | Otros sitios de Ibarra | Otros sitios de Ibarra |
| N.º                    | Nombre                      | Tipo                   | Importancia            | Interés                |
| ---------------------- | --------------------------- | ---------------------- | ---------------------- | ---------------------- |
| IB17                   | Tolas de Zuleta             | Tolas                  | Nacional, regional     | Arqueológico, cultural |
| IB18                   | Tolas de Guataviro          | Tolas                  | Nacional, regional     | Arqueológico, cultural |
| IB19                   | Tola de la Luna en Caracqui | Tolas                  | Nacional, regional     | Arqueológico, cultural |
| IB20                   | Inca Huasi, Carcanqui       | Tolas                  | Nacional, regional     | Arqueológico, cultural |
| IB21                   | El Tablón, Yahuarcocha      | Tolas                  | Nacional, regional     | Arqueológico, cultural |
| IB22                   | Tolas de Socapampa          | Tolas                  | Nacional, regional     | Arqueológico, cultural |

### Otavalo
| Otros sitios de Otavalo | Otros sitios de Otavalo        | Otros sitios de Otavalo                       | Otros sitios de Otavalo           | Otros sitios de Otavalo |
| N.º                     | Nombre                         | Tipo                                          | Importancia                       | Interés                 |
| ----------------------- | ------------------------------ | --------------------------------------------- | --------------------------------- | ----------------------- |
| OT11                    | Terrazas y camellones de Cusín | Restos de antigua agricultura Caranqui e Inca | Internacional, nacional, regional | Cultural                |
| OT12                    | Pucará de Pijal                | Antiguo mirador Inca                          | Internacional, nacional, regional | Cultural                |
| OT13                    | Quichinche                     | Bosque nublado                                | Internacional, nacional, regional | Ambiental               |
| OT14                    | Pataquí                        | Bosque nublado                                | Internacional, nacional, regional | Ambiental               |

### Cotacachi
| Otros sitios de Cotacachi | Otros sitios de Cotacachi | Otros sitios de Cotacachi   | Otros sitios de Cotacachi | Otros sitios de Cotacachi |
| N.º                       | Nombre                    | Tipo                        | Importancia               | Interés                   |
| ------------------------- | ------------------------- | --------------------------- | ------------------------- | ------------------------- |
| CO10                      | Tolas de Pinsaquí         | Tolas                       | Nacional, regional        | Cultural                  |
| CO11                      | Tolas de Gualimán         | Tolas                       | Nacional, regional        | Cultural                  |
| CO12                      | Plaza del Sol             | Monumento al Sol            | Nacional, regional        | Cultural                  |
| CO1                       | Peñaherrera               | Sitio arqueológico Caranqui | Nacional, regional        | Cultural                  |

### Pimampiro
| Otros sitios de Pimampiro | Otros sitios de Pimampiro | Otros sitios de Pimampiro                | Otros sitios de Pimampiro | Otros sitios de Pimampiro |
| N.º                       | Nombre                    | Tipo                                     | Importancia               | Interés                   |
| ------------------------- | ------------------------- | ---------------------------------------- | ------------------------- | ------------------------- |
| PI06                      | Shanshipamba              | Petroglifos                              | Nacional, regional        | Cultural                  |
| PI07                      | El Carmelo                | Petroglifos                              | Nacional, regional        | Cultural                  |
| PI08                      | La Mesa                   | Ruinas arqueológicas                     | Nacional, regional        | Cultural                  |
| PI09                      | El Inca                   | Ruinas arqueológicas                     | Nacional, regional        | Cultural                  |
| PI10                      | Terrazas El Cavadal       | Restos de la agricultura Inca y Caranqui | Nacional, regional        | Cultural                  |

## Educación en el geoparque

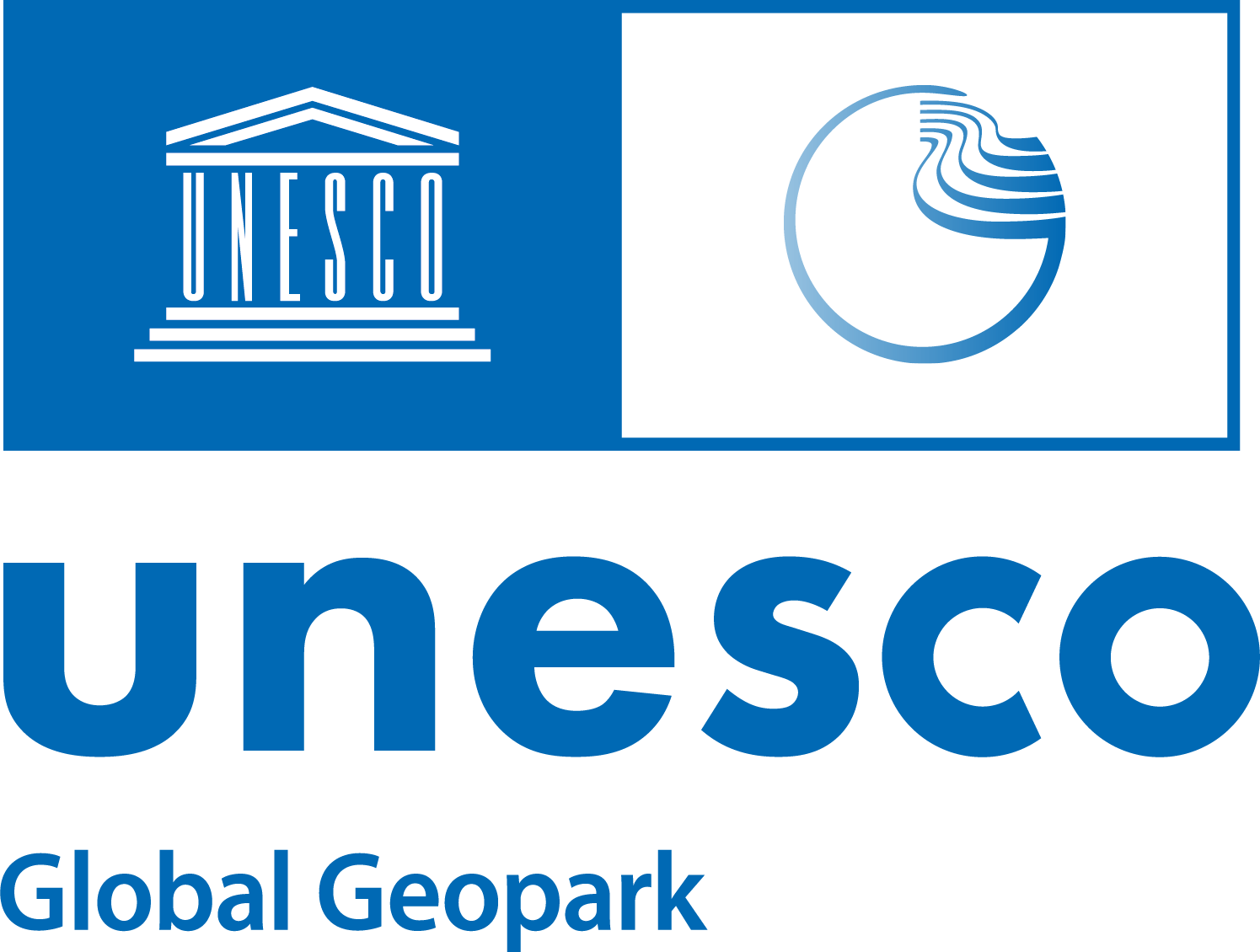

Además del geoturismo y la conservación, la educación comprende un componente importante en el desarrollo de las actividades para el correcto desempeño de Imbabura como geoparque mundial; y es por esto que se ha propuesto como misión fundamental contribuir al desarrollo nacional, al bienestar de las generaciones presentes y futuras, interactuando con la comunidad, sus organizaciones e instituciones públicas y privadas, el fortalecimiento de la educación, el uso racional y conservación del patrimonio: geológico, ambiental, histórica y cultural de este territorio.
Para lograr un desarrollo territorial sostenible, es imprescindible trabajar en la educación, fortalecer la investigación aplicada que es relevante para el territorio, difundir nuevos conocimientos, generar oportunidades basadas en un sentido de pertenencia e identificación dentro de los diversos patrimonios locales; tales como: geológicos, naturales, históricos, culturales e interculturales. De ahí la importancia de colocar la educación como primer componente del Proyecto Geoparque Imbabura.

### Cifras en la educación
El territorio imbabureño tiene una cobertura alta en cuanto a educación básica, en donde se ve involucrada la educación intercultural bilingüe en menor medida debido al bajo uso de la lengua ancestral dentro de las aulas de clase. Por otro lado el nivel de analfabetismo ha reducido de forma significativa siendo el 10,6% de la población deficiente de educación en toda la provincia según el censo de 2010, se muestra una reducción en comparación al año 2001, en donde el 13,3% de la población era analfabeta. Ahora, según los datos se muestra que el 94% de la población que cuenta con educación comprende el rango de entre 5 a 14 años y el 72,2% entre los 15 a 17 años.

## Tema musical oficial
Como parte de la promoción nacional e internacional se lanzó un tema musical nombrado "Te vivo Imbabura", el cual es interpretado por el denominado grupo "Amigos cantores del geoparque Imbabura", integrado por cantores locales, al mando del ambateño Israel Brito quien es el autor de la canción, este ensamble cuenta con las voces de Anahí Pérez, Edgar Hidrobo, Gabriela Limaico, Linda Pichamba, Edgar Gonzalón ("El negrito de la salsa"), Armando Chiliquinga, Dayané de la Cruz, Chris Rivera y la atuntaqueña Estefanny Guerrero (exintegrante de la agrupación de música popular "Tierra Canela"). La musicalización mezcla géneros propios de la provincia como el folcklor, la bomba, el sanjuanito, entre otros. Cuenta además con un videoclip realizado por la Dirección de Cooperación Internacional y la Prefectura de Imbabura en donde los artistas previamente mencionados cantan a la vez que se muestran los paisajes y patrimonios del geoparque en cuestión.
Fue presentado al público el lunes, 24 de junio de 2019, en los patios del "Centro Cultural El Cuartel" de Ibarra, como parte del evento en el que se daba a conocer formalmente a Imbabura como geoparque.
| Ibarra | Otavalo | Cotacachi | Antonio Ante | Urcuquí | Pimampiro |